# 2033 Basilea
2033 Basilea је астероид главног астероидног појаса са средњом удаљеношћу од Сунца која износи 2,225 астрономских јединица (АЈ).
Апсолутна магнитуда астероида је 13,2.